# Pokémon Sword og Shield
Pokémon Sword (ポケットモンスター ソード Poketto Monsutā Sōdo) og Pokémon Shield (ポケットモンスター シールド Poketto Monsutā Shīrudo) er rollespil fra 2019 udviklet af Game Freak, udgivet af The Pokémon Company, og distribueret af Nintendo til Nintendo Switch. De er de første spil i Pokemon-kerneseriens ottende generation, samtidigt med at de er den anden iteration i serien, efter Pokémon: Let's Go, Pikachu! og Let's Go, Eevee!, der er blevet udgivet på en hjemmekonsol i stedet for en håndholdt konsol. Spillene blev for første gang omtalt ved E3 2017, men blev ikke annonceret indtil februar 2019 og blev senere udgivet den 15. november 2019.
Sword og Shield's konceptuelle planlæggelse begyndte straks efter Pokémon Sun og Moon blev færdigudviklet i 2016, og produktionen af spillet blev påbegyndt et år senere i september 2017. Som i tidligere iterationer af serien omhandler spillene en ung Pokémontræners rejse, denne gang gennem Galar-regionen—baseret på Storbritannien—i et forsøg på at blive Pokémonmester. Det primære mål i spillet er at besejre regionens nuværende Pokémonmester, Leon, i en turnering, som adskillelige Gym Leaders og rivaler deltagere i, alt i mens at man kæmper med Team Yell og en nederdrægtig konspiration i selve Legaen. ''sword''. Sword og Shield introducerede 81 nye Pokémon samt 13 regionale varianter af Pokémon fra tidligere generationer; Dynamaxing, som forøger Pokémons størrelse under visse forhold; Gigantamaxing, som yderligere forandrer visse Pokémons former; og the Wild Area (Vildområdet), som er et større, åbent område, hvor man frit råder over kameraet, og hvor man kan deltage i de nye Raid-dyster. De to spil genintroducerer også features, som tidligere har været med i Sun og Moon samt Let's Go, Pkachu! og Let's Go, Eevee! så som regionale varianter, og vilde Pokémon, som bevæger sig rundt om spilleren. Spillene modtager to udvidelsepakker i 2020,
Beslutningen om ikke at inkludere alle eksisterende Pokémon i Sword and Shield blev mødt med kritik fra et segment af seriens fans, hvilket resulterede populære betegnelser såsom "Dexit" (en reference til Brexit, som også var et stort emne på det tidspunkt) og "Bring Back National Dex" (Bring National Dex'et Tilbage), og mange rådede til at boykotte spillene flere måneder forinden deres udgivelse. På trods af dette modtog Sword og Shield generelt positive anmeldelser fra kritikere. Rosen var især henrette rettet mod væsen-design, nye funktioner og fokussen på enkelhed, spillerfrihed og strømlinede Pokémon-møder, skønt nogle kritiserede spillets mindre Pokédex samt mangel på dybde, forældet grafisk og diverse fejl og problem i spillene. I marts 2020 havde Sword og Shield solgt mere end 17 millioner eksemplarer på verdensplan, og blev derved det hurtigst sælgende spil på Switch.